# Albert Fraustadt
Emil Albert Fraustadt (* 8. Dezember 1808 in Lauchstädt; † 7. April 1883 in Dresden) war ein evangelischer Pfarrer, Kirchenhistoriker und Autor.

## Leben
Fraustadt stammte aus der sächsischen Amtsstadt Lauchstädt, die durch die Beschlüsse des Wiener Kongresses an das Königreich Preußen fiel. Nach dem Schulbesuch studierte er Theologie. Im März 1834 erhielt er das Wahlfähigkeitsattest. Nach Zwischenstationen in Bündorf bei Merseburg ab 1838 und Börln bei Wurzen ab 1847 wurde er im Jahre 1854 Pfarrer in Luppa bei Oschatz, wo er bis zu seinem 73. Lebensjahr im Jahre 1881 wirkte.
1872 wurde unter Albert Fraustadt die Kirche Luppa in ihrer ursprünglichen Anlage vollständig erneuert, die Pläne dazu stammten von Baumeister Hugo Altendorff.
Sein gleichnamiger Sohn Albert Fraustadt (1846–1928) war Diakon (1873) und Pfarrer der Kirche Unser Lieben Frauen (Dahlen) (1874–1901). Der Altphilologe Georg Fraustadt (1885–1968), Lehrer an der Fürstenschule Meißen und Rektor der Fürstenschule Grimma, ist sein Enkel, dessen Geburt er jedoch nicht mehr erlebte.
Überregional bekannt wurde Albert Fraustadt durch seine Publikationen zur Kirchengeschichte, insbesondere zum Hochstift Merseburg und über das sächsische Adelsgeschlecht von Schönberg.

## Werke (Auswahl)
- Die Einführung der Reformation im Hochstifte Merseburg – größtentheils nach handschriftlichen Quellen dargestellt, Leipzig, 1843. Abgerufen am 9. Februar 2020
- Die Wahlstatt von Keuschberg. Ein Abschnitt aus der Vorgeschichte des Hochstifts Merseburg, Leipzig, 1858.
- (Anonym): Der Entwurf einer Kirchenordnung für die evangel.-luther. Kirche im Königreich Sachsen, nach seinen Grundlagen erwogen von einem Landpfarrer, Leipzig, 1861.
- Geschichte des Geschlechts von Schönberg, Meißnischen Stammes, 1. Bd. Leipzig, 1869.
- Geschichte des Geschlechts von Schönberg, Meißnischen Stammes, 2. Bd. Leipzig, 1878.

## Ehrungen
- Ritter des Königlich Sächsischen Civil-Verdienst-Ordens[4]